# Jef Elbers
Pour les articles homonymes, voir Elbers.
Jef Elbers, né le 19 septembre 1947 à Ixelles, est un chanteur, auteur de scénarios, militant et homme politique flamand.  Il a également travaillé comme scénariste indépendant de films publicitaires et de formation pour entreprises.

## 1947-1973

### Enfance, études, chasse aux talents
Jef Elbers est le fils d'un Bruxellois et d'une Ukrainienne.  Son père a travaillé comme chef de secteur à la Régie des télégraphes et des téléphones (RTT) et sa mère était femme au foyer.  Ses parents sont des rescapés des camps de concentration nazis : son père s'y est retrouvé comme prisonnier de guerre belge et sa mère comme « sous-homme » (Untermensch) à la suite des politiques raciales du Troisième Reich,. 
Jef Elbers a fait ses études en latin et en sciences au collège des Jésuites.  Il a été marié et est aujourd'hui divorcé.  Il est père de cinq enfants.  En 1973, il remporte un concours de talent de la Radio-Télévision belge, organisé par Omroep Brabant.  C'est le début d'une carrière de chansonnier conduisant à la production, entre 1973 et 1984, de six disques microsillons.

### Débuts d'activisme politique pour le mouvement flamand
La supposée attitude condescendante et humiliante de la bourgeoisie francophone de Bruxelles, méprisant les Flamands bruxellois autant que les ouvriers étrangers, a raffermi son penchant flamingant.
Son engagement politique et sa compréhension de l'enjeu sont analogues à ceux de son ancêtre, Ferdinand Elbers, secrétaire de la fédération bruxelloise du Parti ouvrier belge qui, en raison des problèmes linguistiques au sein de cette fédération, pose la question en 1901 :
« Camarades, ne penseriez-vous pas qu'un député flamand devient nécessaire dans notre arrondissement, composé de 125 communes dont 112 sont exclusivement néerlandophones ? Nous croyons faire notre devoir en signalant que, hors de la capitale, on nous demande de désigner un député flamand, et que la Fédération agirait très judicieusement en désignant dans l'avenir un député qui sait parler et écrire la langue des gens hors de l'arrondissement de Bruxelles,. »
Elbers, qui se profile dans ses chansons comme bohémien et anti-bourgeois, devient, à l'âge de seize ans, membre de l'association des militants flamands VMO, un groupe d'action, afin de pouvoir participer de manière plus structurée à la résistance.  À l'âge de dix-neuf ans, il part pour le Canada pour y récolter du tabac.  À son retour, il ranime, avec son frère Wim, le département peu actif du parti politique la Volksunie à Schaerbeek.  En 1969, un militant du Front démocratique des francophones (FDF) à la santé fragile souffre d'une crise cardiaque au cours d'une action du VMO ; à la suite de cet incident, la Volksunie (VU) semble se désolidariser de ses militants.  Par la suite, Elbers, déçu, se retire de la vie politique active.

## 1973-1992

### Chanter en bruxellois et en néerlandais
À partir de 1974, Elbers commence à se faire apprécier en tant que chansonnier avec un répertoire en patois bruxellois.  Des thèmes récurrents de ses textes deviennent alors la disparition de la vieille ville de Bruxelles et sa sympathie pour le prolétaire flamand.  Sa chanson la plus célèbre est d'ailleurs Léopold II, une chanson où il traite ces deux sujets.  La chanson parle d'un sans-abri, errant à Bruxelles, qui ressemble physiquement au second roi de la Belgique ; le chansonnier saisit l'occasion pour regretter le déclin de sa ville natale.
Entre-temps, le pacte d'Egmont de 1977, un pacte politique entre les partis de la majorité du gouvernement Tindemans II, renforce encore son aversion contre la VU, puisque ce parti s'avérait disposé à faire des concessions inacceptables afin d'obtenir la transformation de la Belgique en un État fédéral.  Elbers passera au Parti populaire flamand de Lode Claes, qui se manifeste, à cette époque, surtout dans la région bruxelloise.  Pour le Vlaams Blok, successeur de ce parti (et du Parti national flamand de Karel Dillen, puisque ce parti formait un cartel avec le premier), il posera sa candidature aux élections communales de 1988 à Schaerbeek.
Entre-temps, en 1978, le chansonnier passe du dialecte bruxellois au néerlandais.  En 1983, il lance son disque vinyle In 't midden van 't gewoel (Au milieu de l'agitation).  « Très ardent, pour ne pas dire virulent, dans ces protestations flamingantes a été le chanteur bruxellois Jef Elbers, qui s'est toujours profilé comme un adversaire notoire de la Belgique », comme l'écrit Peter Notte dans son mémoire inédit (excepté sur Internet), tout en notant que, de tous les chansonniers engagés dans la cause flamande, c'était probablement lui le flamingant le plus prononcé, alors que des chansonniers tels que Wannes Van de Velde représentaient plutôt une tendance plus indulgente, et qu'un groupe comme De Elegasten incarnait le superlatif sur lequel Elbers pouvait enchérir.  La même année, Jef Elbers écrit un poème en hommage au dirigeant du VMO, Bert Eriksson.

### Scénario pour une série télévisée pour la jeunesse
À partir des années 1980, Jef Elbers est également collaborateur de la Radio et Télévision belge, émissions néerlandophones (BRT).  Sous le pseudonyme Dick Durver, il écrit des scénarios de programmes télévisés pour la jeunesse, tels que Merlina, Postbus X et Interflix. Merlina est une série de détectives pour enfants.  Initialement, l'intention était de ne produire que vingt épisodes, mais finalement on en crée 95.  Pour la radio, il travaille sur le programme In 't lieg plafon, diffusé en dialecte bruxellois.
Au milieu des années 1980, Elbers abandonne sa carrière d'auteur-compositeur-interprète.

## 1992-2000

### Le conseil d'administration de la BRT
À partir d'avril 1992, en tant que premier représentant du Vlaams Blok, le parti pour lequel il a été candidat aux élections municipales de 1988 à Schaerbeek, Elbers siège au conseil d'administration de son ancien employeur, la BRTN. Après l'avoir désigné comme leur représentant au sein du conseil d'administration, le Vlaams Blok précise en février 1992 que le parti politique veut contribuer de manière constructive à la gestion de la BRTN, « une institution qui s'est montrée, dans le passé, l'un des opposants les plus amers du Vlaams Blok. »  Le parti veillera à ce que la BRTN ne se livre plus à la désinformation, la manipulation ou l'interprétation et souhaite la stimuler à promouvoir le civisme flamand et à mettre l'accent sur la culture flamande. Jef Elbers lui-même, déclare vouloir œuvrer pour « une diffusion publique de radio et de télévision plus proche du peuple, qui impose le respect, fait preuve de joie au travail et donne la priorité à sa propre culture néerlandaise. » Elbers est un des rares artistes que le parti ait pu attirer jusqu’ici. 
À une époque d'affolement politiquement correct et d'hypercorrection, non peureux d'émettre une opinion différente, il s'attaque aussi à « l'agence de l'émancipation » de la BRTN :
« Ce service a été mis en place afin de faire plaisir à Miet Smet et s'occupe soi-disant "d'actions positives" pour les femmes de la Maison » (NDLR : la BRTN).  « Cette agence d'émancipation ferait mieux d'examiner pourquoi les femmes de la BRTN sont, en moyenne, malades quatre jours de plus que leurs collègues masculins, plutôt que d'étudier, avec Paula D'Hondt, la façon dont un étranger pourrait obtenir un petit poste à la BRTN. »

### Knokke-Heist et une nouvelle série de programmes pour les jeunes
En 1993, après avoir vécu de nombreuses années à Schaerbeek, Jef Elbers déménage et s'installe dans la ville côtière Knokke-Heist où, en décembre de cette année, il devient (temporairement) président du département du VB de Knokke-Heist. 
En 1994, la BRTN lance une nouvelle série pour jeunes, Interflix : une production de la BRTN réalisée avec un petit budget et beaucoup d'enthousiasme, selon un article du journal Het Belang van Limburg.  Comme Postbus X, Interflix est un feuilleton léger, à la fois passionnant et relaxant, pour des jeunes entre dix et quatorze ans.  Les histoires écrites par Dick Durver/Jef Elbers sont aussi simples et fort structurées que celles des bandes dessinées populaires.  « Quelques héros, l'un un peu plus malin que l’autre, sont confrontés à une situation qui cause des petits problèmes.  À la fin de l'épisode, les problèmes sont résolus : les héros sont les vainqueurs et les coupables éventuels courbent la tête en remords. »  « S'il s'agissait encore, dans Merlina, d'une véritable agence de détectives et, dans Postbus X, de la rédaction d'un journal, Interflix est l'histoire d'une agence intérimaire qui, organisée de façon un peu chaotique, tombe, de différentes manières, dans des problèmes. »
Quand Elbers prend la décision de réorienter ses activités vers les programmes de télévision, il quitte le conseil d'administration, puisque cela n'aurait pas été compatible avec sa fonction au sein de la direction de la BRTN.  En 1996, le Vlaams Blok le remplace comme représentant du parti au sein du conseil d'administration par Inge Vanpaeschen, photographe et conseillère municipale à Knokke, qui avait manqué sa cooptation comme sénatrice.  En outre, sous le sobriquet Telemacho, Elbers écrit pour la rubrique TV du magazine 't Pallieterke.

## 2000 et après

### La liberté d'expression et la liberté artistique mises en cause
Aux élections communales de 2000, en sa qualité de candidat du VB à une place sur la liste où il ne peut être élu, Jef Elbers déclare :
« Knokke-Heist est une ville touristique.  Nous sommes donc pleinement conscients qu'il existe une grande colonie d'allophones.  Malgré cela, Knokke-Heist ne peut pas être une commune à facilités.  L'hospitalité et la courtoisie ne sont pas identiques à la servilité commerciale… »
Cette même année, Jef Elbers est convoqué devant le tribunal correctionnel à cause de sa chanson Mohammed Ambras, qui a immédiatement été déclarée de tendance raciste dans le journal De Morgen.  La chanson avait été écrite en réponse aux émeutes causées par des immigrés en novembre 1997 ; elle commence par les mots :
« J'ai vu, récemment, à Anderlecht, la réalité de l'Intifada : une bande de racaille brune s’y livrait aux pires excès. »
Des phrases telles que « Les défavorisés ont de nouveau fait une course à Schaerbeek dans leur BMW » et « On a volé dans de nombreux magasins ; la police n'y a que tout mouillé » ont été considérées comme offensantes et une incitation à la haine raciale.  Le procureur Kathleen Desaegher prétendait qu'Internet est accessible à tout le monde et que la chanson pouvait être lue et écoutée sur le site web de l'organisation des jeunes (VBJ) du parti Vlaams Blok en 1997.  Elbers affirme que l'on ne l'avait pas demandé son autorisation pour mettre la chanson sur le site, mais qu'il aurait certainement donné son consentement si on le lui avait demandé au préalable.  Philip Claeys, lui aussi, se trouvait au banc des accusés, parce qu'en tant que président de la VBJ, on le tenait responsable du contenu du site.  L'affaire avait commencé par un procès-verbal dressé par la brigade nationale de la police judiciaire à la suite d'une plainte déposée par un visiteur du site.  Elbers, qui ne niait pas être l'auteur de la chanson incriminée, a proposé au juge de lui chanter la chanson.  Le juge estimait que cela n'était pas nécessaire.  Le procureur jugeait qu'écrivain (Elbers) et éditeur (Claeys) avaient violé la législation sur le racisme en utilisant des phrases telles que « Une bande de racaille brune à tout démoli ».
Comme la chanson aurait connu une large diffusion par le site web, le procureur Desaegher considérait l'intention d'inciter à la xénophobie comme prouvée.  Elle a réclamé une peine de prison effective de cinq mois.  La défense a demandé la suspension du procès.  L'avocat qui plaidait en faveur de Claeys, a allégué que le tribunal pénal n'était pas compétent pour un délit de presse datant de 1997.  Ce n'est qu'en 1999 que l'on fera exception à la règle qui stipule que les délits de presse - aussi ceux teintés de racisme - devraient comparaître immédiatement devant la cour d'assises.  Appliquer rétroactivement cette exception égale porter atteinte au principe de l'égalité.  Entre-temps, la chanson avait disparu du site web.  Les avocats demandent alors l'acquittement de leurs clients.  L'avocat Verreycken dépeint l'image d'un Elbers qui, depuis les années 1970, fait des chansons très polémiques :
« Il a écrit une Ballade des rats où il compare les francophones bruxellois, dans toute leur arrogance, à ces animaux.  Elbers appartient à cette génération de Boudewijn de Groot, Mikis Theodorakis et Jacques Brel, qui produisaient des chansons contestataires.  Ce dernier n'a, à juste titre, jamais été poursuivi pour son tube contre les flamingants.  La liberté artistique permet que l'on s'exprime rudement sur les Belges, mais pas sur les étrangers.  La loi contre le racisme est donc discriminatoire.  Le tribunal doit donc renvoyer la loi contre le racisme à la Cour d'Arbitrage.  On ne peut pas abuser de cette loi pour restreindre la liberté artistique. »
Fin de l'année 2000, Elbers et l'ex-président du VBJ, Philip Claeys, sont acquittés.  Le procureur avait réclamé cinq mois d'emprisonnement effectif, mais le tribunal a suivi le point de vue du chansonnier qui avait soutenu que la chanson de protestation critiquait l'échec de la politique migratoire de Paula D'Hondt :
« Il ne s'agissait que d'une chanson et non pas d'un ouvrage scientifique, ce qui fait qu'il n'y a que peu de place pour les nuances.  On peut discuter de l'absence de valeur artistique ou de bon goût, mais le tribunal n'en a rien à voir.  Le racisme n'y est pas », disent les juges.
« On m'a toujours appris à l'école : lis ce qui est écrit.  C'est ce que le procureur aurait dû faire aussi.  Ce verdict, je ne trouve pas ça une victoire.  Ce procès n'aurait jamais dû avoir lieu.  N'ont-ils vraiment rien d'autre à faire ? », avait répondu Jef Elbers.

### Le CPAS, les élections législatives et un nouveau livre
En 2001, à l'occasion de l'installation du conseil d'administration du Centre public d'action sociale à Knokke-Heist, le Vlaams Blok exprime son mécontentement par l'intermédiaire de son représentant, le conseiller Jef Elbers, pour le fait que, bien que le parti soit le plus grand de l'opposition, celui-ci est exclu de tous les comités.  Les représentants des différents partis politiques au sein de ces comités devaient être nommés lors de la réunion du conseil mais, en raison de l'accord entre le parti socialiste flamand (le SP) et RAAK, le VB est exclu des comités.  Elbers déclare alors que le conseil est une bande d'hypocrites et refuse, à la fin de la séance, de figurer sur la photo du groupe.  Il continue à siéger comme membre du conseil jusqu'en janvier 2007.
Jef Elbers, un écrivain assidu de lettres de lecteurs, a donné son analyse des élections législatives du 10 juin 2007 pour son parti dans une lettre de lecteur dans 't Pallieterke :
« Le Vlaams Belang a perdu les élections.  [...] Ce cercle vicieux ne peut être arrêté à moins que le Vlaams Belang devienne ce que le Vlaams Blok a été auparavant : un parti qui s'oppose à l'ordre établi. » 
En avril 2008, à Knokke-Heist, Elbers présente son dernier livre : De poorters van Babel (Les bourgeois de Babel).

### 2021, candidature au Vlaams Audiovisueel Fonds et propos homophobes
En mars 2021, le Vlaams Belang propose sa candidature au Vlaams Audiovisueel Fonds (Fonds flamand de l'audiovisuel).

Le 13 mars 2021, lors d'une interview au journal flamand De Standaard, Jef Elbers tient des propos homophobes parlant d'anormalité pour l'homosexualité et la transsexualité. Il se déclare aussi contre la Gay Pride : "Je pense qu'une gay pride est vraiment dégoûtante. L'exhibitionnisme sur ces chars, ces chars de merde, avec leur machin dans un suspensoir. Des hommes qui s’embrassent et des femmes en train de s’embrasser…"

Le jour même, le Vlaams Belang dit "ses distances par rapport aux déclarations sans nuances de Jef Elbers".

## Discographie sélective
- World Trade Center, disque microsillon, 1974, Omega International - 163 030
- Er zijn geen bomen in mijn straat (Il n'y a pas d'arbres dans ma rue), disque microsillon, 1975, Omega International - 163 016
- De donderdagman (L'homme du jeudi), disque microsillon, 1976, Omega International - 143001
- Met de dood in het hart (La mort dans l'âme), disque microsillon, 1978, Philips - 6320 038
- De zevende dag (Le septième jour), disque microsillon, 1979, Philips - 6320 049
- In 't midden van 't gewoel (Au milieu de l'agitation), disque microsillon, 1982, Dureco - 88052
- Afspraak met haar (Rendez-vous avec elle), vinyle 7 simple, 1981, Tami - 230 655

Une discographie complète (avec davantage de simples) est disponible pour consultation sur le site web Muziekarchief (archives musicales)
Une vidéo d'une chanson d'Elbers est actuellement sur YouTube : Eer Vlaanderen vergaat (Avant que la Flandre périsse)

## Séries télévisées
- Merlina (1983-1988)
- Mik, Mak et Mon (1986-1988)
- Postbus X (début des années 1990)
- Interflix (1994)

## Littérature d'enfance et de jeunesse
- Merlina’s mysterieboek (Le livre des mystères de Merlina, 1984)
- Marsmannen van Venus (Les Martiens de Vénus, 1986)
- Mik, Mak & Mon : de gezanten van Galacton (Mik, Mak et Mon : les ambassadeurs de Galacton, 1986)
- Het geheim van Sardonis (Le secret de Sardonis, 1990)
- De dossiers van postbus X (Les fichiers de la boîte X, 1991)

## Romans
- Chorwon (1986)
- De poorters van Babel (Les bourgeois de Babel, 2008)